# Gare de Saint-Denis
Gare de Saint-Denis – stacja kolejowa w Saint-Denis. Znajduje się tu 5 peronów.